# Union démocratique du peuple malien
Pour les articles homonymes, voir Union démocratique.
L'Union démocratique du peuple malien (UDPM) est un parti politique du Mali. Le parti est fondé par la junte militaire du Comité militaire de libération nationale (CMLN), afin de lui fournir une légitimité politique. Moussa Traoré est le premier président malien à être de ce parti.
L'UDPM fonctionne selon des principes centralistes démocratiques, mais n'est pas marxiste. Moussa Traoré  est le Secrétaire général du parti depuis le 22 septembre 1975. Le parti a, à cette époque, un bureau exécutif central de dix-neuf membres, ainsi qu'un conseil national de cent-trente-sept membres.
L'organe du parti est le quotidien L'Essor-La Voix du Peuple, qui tire 40 000 journaux chaque jour. C'est le plus grand quotidien du pays à partir du milieu des années 1980.
Le parti est dissous en 1991.